# オースティン・エイブラムス
- オースティン・エイブラムズ

オースティン・ノア・エイブラムス（英語: Austin Noah Abrams、1996年9月2日 - ）は、アメリカ合衆国の俳優。テレビドラマシリーズ『ウォーキング・デッド』のシーズン5（2015年）とシーズン6（2016年）でのロン・アンダーソン役、『ユーフォリア/EUPHORIA』（2019年）でのイーサン・ルイス役、および『ダッシュ&リリー』でのダッシュ役として知られる。さらに映画では『キングス・オブ・サマー』（2013年）、『ペーパータウン』（2015年）、『47歳 人生のステータス』（2017年）、『スケアリーストーリーズ 怖い本』（2019年）、および『ケミカル・ハーツ』（2020年）に出演している。

## 生い立ち
エイブラムスは医者であるロリー・エイブラムスとブラッドリー・エイブラムスの息子として、フロリダ州のサラソータで育った。父方がロシア系ユダヤ人である。

## 経歴
オースティン・エイブラムスはテレビ局AMCテレビドラマシリーズの『ウォーキング・デッド』シーズン5とシーズン6におけるロン・アンダーソン役として知られている。カイル・ウィラモウスキー監督の映画『オール・サマーズ・エンド』では親友のコンラッドの初恋に殆ど関心を払わないという不器用な16歳の少年、ハンター・ゴースキー役を演じた。
2017年には映画『47歳 人生のステータス』にトロイ・スローン役、2018年にはスパイスリラー・ドラマ『ジ・アメリカンズ』にジャクソン・バーバー役として出演している。さらに2019年には同名のホラー小説を原作とした映画『スケアリーストーリーズ 怖い本』、2020年にはクリスタル・サザーランドが2016年に発表した小説「Our Chemical Hearts」を原作としたAmazonスタジオ配給のティーン向け恋愛映画『ケミカル・ハーツ』に主演を果たすなど活躍の場を広げつつある。その他にもテレビドラマシリーズ『ダッシュ&リリー』において主役のダッシュを演じており、2019年からはテレビドラマシリーズ『ユーフォリア/EUPHORIA』でイーサン・ルイス役として出演している。

## フィルモグラフィー

### 映画
| 年   | 作品名                              | 配役                             | 備考   |
| ---- | ----------------------------------- | -------------------------------- | ------ |
| 2011 | Ticking Clock                       | ジェームス                       |        |
| 2012 | ジュートピア                        | アダムズ・リプシッツ（少年時代） |        |
| 2013 | L.A. ギャング ストーリー            | ピート                           |        |
| 2013 | キングス・オブ・サマー              | アーロン                         |        |
| 2014 | サクリファイス (2014年の映画)       | ティム                           |        |
| 2015 | ペーパータウン                      | ベン・スターリング               |        |
| 2017 | オール・サマー・エンド              | ハンター・ゴースキー             |        |
| 2017 | 47歳 人生のステータス               | トロイ・スローン                 |        |
| 2017 | トラジティ・ガールズ                | クレイグ・トンプソン             |        |
| 2017 | クロッシング・マインド 消えない銃声 | デイヴィー                       |        |
| 2018 | Dude                                | ジェームス                       |        |
| 2018 | アグネスと幸せのパズル              | カブ                             |        |
| 2019 | スケアリーストーリーズ 怖い本       | トミー・ミルナー                 |        |
| 2020 | ケミカル・ハーツ                    | ヘンリー・ペイジ                 | [ 14 ] |
| 2022 | リベンジ・スワップ Do Revenge       | マックス・ブルサード             | [ 15 ] |
| 2024 | ウルフズ Wolfs                      | キッド                           |        |

### テレビドラマ
| 年          | 作品名                        | 配役                         | 備考 |
| ----------- | ----------------------------- | ---------------------------- | --- |
| 2012        | The Inbetweeners              | トッド・クーパー             | 回り役 |
| 2014        | シェイムレス 俺たちに恥はない | ヘンリー・マクナリー         | シーズン4 / エピソード「Emily」                                                                            |
| 2014        | シリコンバレー                | 彫刻家                       | 回り役 |
| 2015 - 2016 | ウォーキング・デッド          | ロン・アンダーソン           | 回り役 |
| 2017        | SMILF                         | ケーシー                     | エピソード： 「1800個のフィレオフィッシュと1杯のダイエットコーク（小）」 「マークのランチと2杯のコーヒー」 |
| 2018        | ジ・アメリカンズ              | ジャクソン・バーバー         | シーズン6 「男の争い/ハーベスト (ジ・アメリカンズ)」 「サミット/岐路 (ジ・アメリカンズ)」                  |
| 2019 -      | ユーフォリア/EUPHORIA         | イーサン・デーリー           | 回り役（シーズン1）、主演（シーズン2）                                                                     |
| 2019 - 2021 | THIS IS US/ディス・イズ・アス | マーク・マッキオン（青年期） | 回り役 |
| 2020        | ダッシュ&リリー               | ダッシュ                     | 主演 |